# Саранчет 2-й
Саранчет 2-й — посёлок при станции в Тайшетском районе Иркутской области России. Входит в состав Венгерского муниципального образования. Находится примерно в 52 км к западу от районного центра.

## Топонимика
По мнению Андрея Дульзона топоним Саранчет происходит от коттского ч'аранг — рукав реки и чет — река.
По предположению Станислава Гурулёва, в основе топонима может лежать бурятское һараана — корень (или луковица) сараны, саранка (сибирская красная лилия).

## Население
По данным Всероссийской переписи, в 2010 году в посёлке при станции проживало 113 человек (58 мужчин и 55 женщин).